# Pervaja Liga (Kirghizistan)
La seconda divisione del campionato di calcio chirghiso, denominata Pervaja Liga, è la seconda competizione calcistica del Kirghizistan.

## Formato
Il campionato è diviso in 2 gironi (A e B) da 8 squadre ciascuno.

## Squadre partecipanti
Stagione 2023.

### Zona A
- Altay Naryn
- Burana
- Champion Biškek
- Cholpon-Ata
- Dordoj-RUOR
- Nashe
- Semetey-Talas
- Yssyk-Kol

### Zona B
- Anadolu Biškek
- Isfayram
- Momunov Academy
- Metallurg Kadamjay
- Nur-Batken
- Shakhtyor Kyzyl-Kiya
- Shakhtyor Tash-Kumyr
- Tepe-Korgon